# Yang Woo-seok
Yang Woo-seok (양우석, né le 24 octobre 1969) est un réalisateur et auteur de bande dessinée sud-coréen. Ses deux films, The Attorney et Steel Rain, ont connu de grands succès dans les salles sud-coréennes.

## Biographie
Né à Séoul en 1969, Yang Woo-seok est diplômé de littérature et philosophie anglaises de l'université de Corée. Il devient auteur de bande dessinée avec des BD numériques comme Si tu dois m'aimer (2008-2009) et Pluie d'acier (2011-2016).
Il travaille également dans l'industrie cinématographique principalement comme producteur pour les sociétés MBC Productions, SK Independence, et All That Story, effectuant des tâches telles que la planification de la production, la supervision des investissements et le recrutement de nouveaux réalisateurs. Il commence alors à s'intéresser à la technique cinématographique et apprend par lui-même la HD et les effets spéciaux numériques. Il produit le film Desire en 2004 et devient directeur de la planification créative de la société d'infographie Locus,.
Il fait ses débuts comme réalisateur relativement tard, dans la quarantaine, en co-écrivant et réalisant le film The Attorney, une fiction sur les premières années de l'ancien président sud-coréen Roh Moo-hyun comme avocat spécialisé dans la défense des droits de l'homme à Busan dans les années 1980. Le scénario s'inspire de l'« affaire de Burim » de 1981 lors de laquelle le régime de Chun Doo-hwan a fait arrêter sans mandats 22 étudiants et professeurs appartenant à un club de lecture sur la fausse accusation d'être des sympathisants de la Corée du Nord,. Yang affirme qu'il est « intéressé par les films racontant les histoires de personnes luttant férocement pour leurs convictions et qui entrent en conflit avec des environnements extérieurs. [...] Je veux saisir le moment même où un homme change radicalement et dramatiquement ». Au début, Yang connait des difficultés à réunir des fonds pour un film avec des personnages historiques réels étant donné le climat politique sensible, mais ces malheurs budgétaires de pré-production sont atténués lorsque l'acteur vedette Song Kang-ho accepte de tenir le premier rôle. Sorti fin 2013, The Attorney connait un succès surprise au box-office, totalisant 11 375 954 d'entrées, en partie car cela rappelle aux spectateurs âgés le passé politiquement chargé du pays et donne aux plus jeunes un aperçu de cette époque. Il devient le neuvième film de l'histoire du cinéma coréen à atteindre les 10 millions d'entrées, et devient (à l'époque) le 8e plus gros succès du box-office en Corée du Sud,. The Attorney reçoit plusieurs prix et nominations dans le pays, particulièrement pour Song qui reçoit des critiques élogieuses pour sa prestation. Il remporte notamment quatre prix à la 35e cérémonie des Blue Dragon Film Awards (en), dont celui de Meilleur film, de Meilleur acteur pour Song, de Meilleure actrice dans un rôle secondaire pour Kim Young-ae (en), et d'acteur populaire pour Yim Si-wan,. Yang remporte également plusieurs prix de Meilleur premier film, à la 19e cérémonie des Chunsa Film Art Awards, la 50e cérémonie des Baeksang Arts Awards (en) (où Song remporte le Grand prix et The Attorney celui de Meilleur film), à la 14e cérémonie des Director's Cut Awards, à la 34e cérémonie des Korean Association of Film Critics Awards, et à la 51e cérémonie des Grand Bell Awards (en) (où Yang remporte aussi le Prix du Meilleur scénario),,,.
Son deuxième film, Steel Rain, sur l'histoire d'un coup d'État imaginaire en Corée du Nord et de l'association d'un officier nord-coréen et d'un fonctionnaire sud-coréen pour éviter une guerre nucléaire entre les deux pays, sort en 2017 le même jour que Star Wars, épisode VIII : Les Derniers Jedi face à qui il totalise presque trois fois plus d'entrées la première semaine.

## Filmographie
- 2004 : Desire - Producteur, monteur
- 2013 : The Attorney - Réalisateur, scénariste
- 2017 : Steel Rain - Réalisateur, scénariste
- 2020 : Steel Rain 2: Summit - Réalisateur, scénariste